# Johannes Flum
Johannes Flum est un footballeur allemand né le 14 décembre 1987 à Waldshut-Tiengen en Allemagne. Il évolue au poste de milieu de terrain.

## Palmarès
- SC Fribourg
  - Vainqueur de la 2.Bundesliga en 2009.